# 杨山庙
杨山庙，位于湖南省衡阳市衡东县，为湖南省文物保护单位。相传是为了纪念随炎帝治理洣水成疾逝世的杨山侯。

## 历史
相传杨山侯随炎帝治理洣水，葬于当地。当地人因此以“杨山”命名杨山侯所葬之山。
杨山庙即建于杨山的半山腰，有僧侣常年祭祀。
2011年，湖南省公布第九批省级文物保护单位，杨山庙位列其中。